# Сентро де Реадаптасион Сосијал (Пероте)
Сентро де Реадаптасион Сосијал (шп. Centro de Readaptación Social) насеље је у Мексику у савезној држави Веракруз у општини Пероте. Насеље се налази на надморској висини од 2378 м.

## Становништво
Према подацима из 2010. године у насељу је живело 2424 становника.

### Хронологија
| Година       | 2010 |
| ------------ | ---- |
| Становништво | 2424 |

### Попис
| # | Индикатор                     | Вредност |
| - | ----------------------------- | -------- |
| 1 | Укупно домаћинстава           | 2        |
| 2 | Укупно насељених домаћинстава | 2        |
| 3 | Величина локације             | 4        |